# Dee (pays de Galles)
Pour les articles homonymes, voir Dee.
La Dee (en gallois : Dyfrdwy) est un fleuve né au pays de Galles qui aussi traverse l'Angleterre occidentale, d'une longueur de 110 km. Sa vallée est traversée par le vertigineux pont-canal de Pontcysyllte de l'ingénieur Thomas Telford.

## Géographie
Le fleuve Dee traverse le lac Bala, arrose la cité de Chester et se jette en mer d'Irlande  via un large estuaire entre le pays de Galles (rive gauche) et la péninsule de Wirral en Angleterre (rive droite).

## Histoire
Le nom est lié à la forteresse romaine Deva Victrix. Des tuiles romaines ont été trouvées avant le XVIIIe siècle avec l’inscription COL.DEVA.LEG.XX.V.V. Le nom gallois est Dyfyrdwy, avec ses deux sources au Pays de Galles. Peut être depuis le mot Dwy (deux) ou bien depuis du/dub (noire) et dour/dŵr (eau) comme Le Doubs en France. On raconte que les bretons chrétiens ont bu l’eau du fleuve avec dévotion, à la mémoire du sang du Christ, avant de livrer bataille aux Saxons.